# Słomków Mokry
Słomków Mokry [ˈswɔmkuf ˈmɔkrɨ] es un pueblo en el distrito administrativo de Gmina Wróblew, en el Condado de Sieradz, Voivodato de Łódź, en el centro de Polonia. Se encuentra a aproximadamente 6 kilómetros (4 millas) al noroeste de Wróblew, a 15 kilómetros (9 millas) al oeste de Sieradz, y 66 kilómetros (41 millas) al oeste de la capital regional de Łódź